# Плачущий убийца (фильм)
«Пла́чущий уби́йца» (англ. Crying Freeman) — художественный фильм 1995 года, снятый по мотивам манги Crying Freeman про убийцу, который плачет после каждого своего убийства.

## Сюжет
Художница Эму О’Хара становится свидетельницей убийства сына главаря одного из кланов якудзы. Убийца, вместо того, чтобы убить и её, называет ей своё имя — Йо. Придя домой, Эму рисует портрет киллера, зная, что рано или поздно он вернется за ней.
Мафия посылает Йо «убрать» её, ведь она видела его лицо. Но они не учли одну вещь: Йо — человек, который хочет любить и быть любимым… Он действительно приходит к Эму, но не может её убить, потому что влюбился. Подручные якудзы вламываются в дом Эму, надеясь застать там Йо, один из мафиози случайно ранит Эму, и Йо отвозит её в больницу. Получив медицинскую помощь, Эму удаётся сбежать из госпиталя и найти Йо. Он рассказывает ей свою историю — когда-то он был обычным гончаром, пока мафия не выбрала его на роль киллера. Теперь он — «Фримэн». Он не хотел убивать, но у него не было выбора. Он мог только одно — оплакивать своих жертв. Вскоре якудза находят Эму и Фримэна. Предстоит последняя битва, в которой Йо докажет своё право на жизнь и свободу и избавится от преследования мафиози.

## В ролях
- Марк Дакаскос — Йо Хиномура / Фримэн
- Джули Кондра — Эму О’Хара
- Байрон Мэнн — Ко
- Ёко Симада — госпожа Ханада
- Мако — Сидо Симадзаки
- Рэй Дон Чонг — детектив Фордж
- Масая Като[англ.] — Рюдзи Ханада
- Чеки Карио — детектив Нита
- Пол Макгиллион — детектив Эндрюс

## Производство
Первоначально на главную роль был приглашён Джейсон Скотт Ли, но у него был другой контракт и он не смог принять участие в фильме.
Марк Дакаскос сам выполнял все свои трюки в фильме.
Финальный бой на мечах поставили Марк Дакаскос и режиссёр фильма Кристоф Ган.

## Оценки и критика
Фильм получил смешанные оценки.
Лестный отзыв картина получила от журнала Variety. В частности, обозреватель издания Леонард Клэйди в своём обзоре назвал фильм одной из немногих стоящих адаптаций комиксов своего времени, способной положить начало новой медиафраншизе.
Сайт Kung-Fu Cult Cinema дал фильму оценку в 3,5 балла из 5, отметив высокий уровень постановки боевых сцен при довольно низком бюджете.
В то же время в обзоре сайта BeyondHollywood.com фильм был назван посредственным боевиком с довольно глупым сюжетом.

## Награды и номинации
- Фильм был номинирован в категории «Лучший фильм-фэнтези» (International Fantasy Film Award) в конкурсе Fantasporto в Португалии
- Фильм получил Приз зрительских симпатий на фестивале Sweden Fantastic Film Festival в Швеции